# Isola Bollons
L'isola Bollons è una piccola isola appartenente al gruppo delle isole Antipodi, con una superficie di 2 km². L'intero gruppo di isole fa parte della Nuova Zelanda.
L'isola deve il suo nome a John Bollons, comandante delle navi NZGSS Hinemoa e SS Tutanekai della Marina Neozelandese.